# Nakagawa (Nagano)
Nakagawa (jap.: 中川村, -mura) ist ein Dorf in Kamiina-gun in der Präfektur Nagano auf der japanischen Hauptinsel Honshū.

## Geografie
Nakagawa ist die südlichste Gemeinde von Kamiina-gun und liegt im Ina-Becken am Fluss Tenryū. Auf 77,05 km² leben 5.343 Menschen (Stand: 1. März 2010). Nakagawa liegt am Fuß des Akaishi-Gebirges. Benachbarte Kommunen sind die Großstadt (shi) Komagane, die Städte (machi) Iijima (Kamiina-gun) und Matsukawa (Shimoina-gun) und das Dorf Ōshika (Shimoina-gun).

## Geschichte
Nakagawa entstand am 1. August 1958 durch die Zusammenlegung der beiden Dörfer Katakiri und Namikai. Seit dem 7. Oktober 2008 ist Nakagawa Mitglied der Vereinigung der „schönsten Dörfer in Japan“ („Nihon de mottomo utsukushii mura“ rengō).

## Verkehr
Nakagawa ist über den Bahnhof Ina-Tajima an die Iida-Linie von JR Central angebunden.
Als Fernstraße führt die Nationalstraße 153 durch Nakagawa.

## Städtepartnerschaften und -freundschaften
- Nakagawa (Hokkaidō), Japan (Städtepartnerschaft)
- Tempaku-ku, Nagoya, Japan (Städtefreundschaft)

## Söhne und Töchter des Dorfes
- Nakazawa Rinsen – Kulturkritiker und Elektroingenieur in der Meiji- und Taishō-Zeit
- Shiozawa Kōichi – Admiral der kaiserlichen Marine

## Weblinks

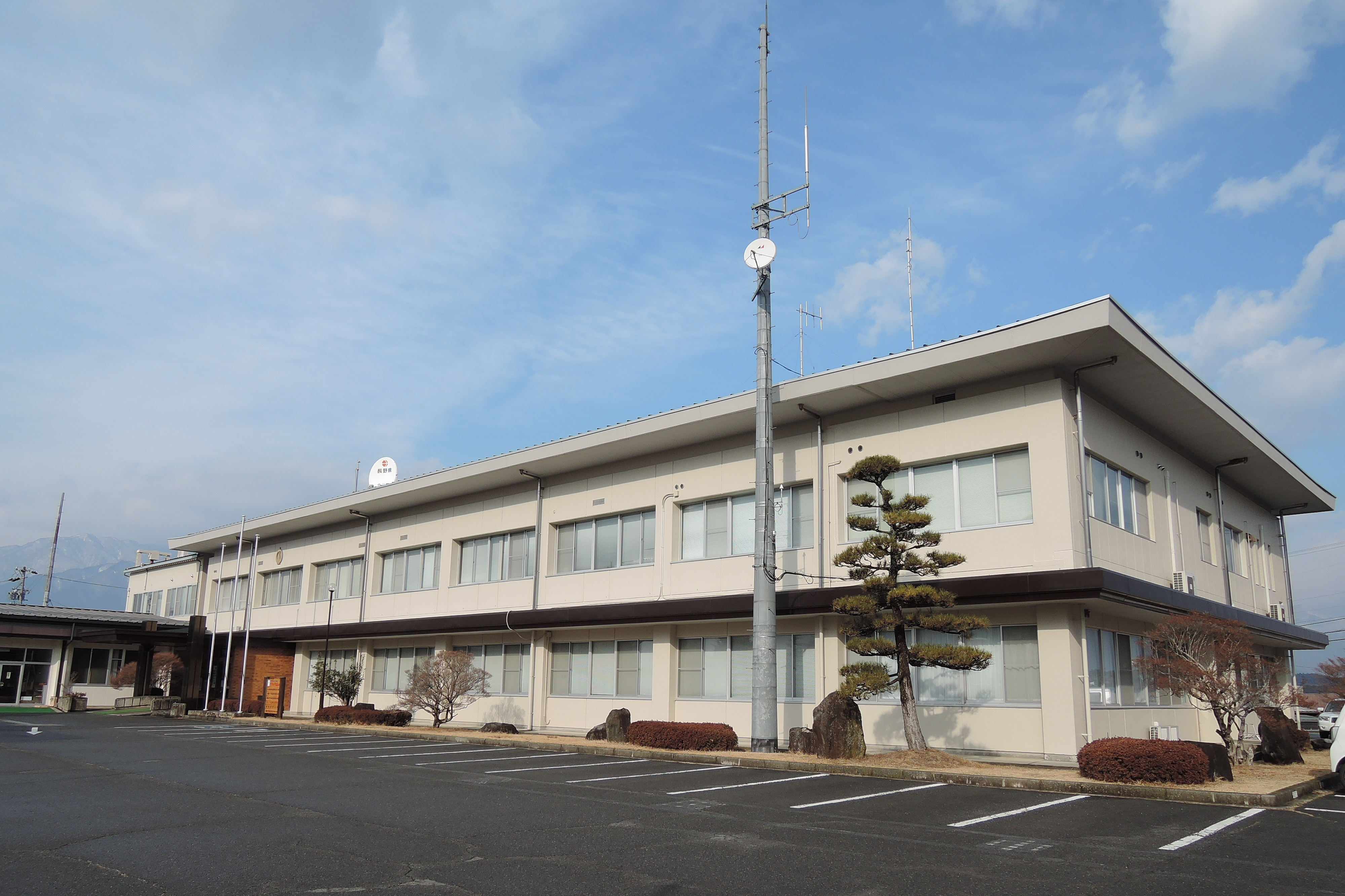
Rathaus